# Molinicos
Molinicos é um município da Espanha na província de Albacete, comunidade autónoma de Castilla-La Mancha, de área 144 km² com população de 1060 habitantes (2010) e densidade populacional de 8,19 hab/km².

## Demografia

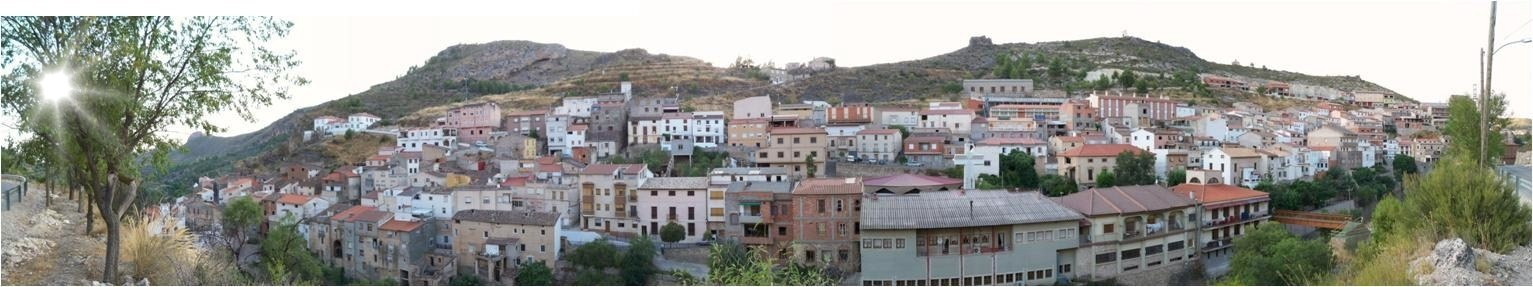
Panorama de Molinicos

| Variação demográfica do município de Molinicos entre 1991 e 2010 | Variação demográfica do município de Molinicos entre 1991 e 2010 | Variação demográfica do município de Molinicos entre 1991 e 2010 | Variação demográfica do município de Molinicos entre 1991 e 2010 | Variação demográfica do município de Molinicos entre 1991 e 2010 |
| ---------------------------------------------------------------- | ---------------------------------------------------------------- | ---------------------------------------------------------------- | ---------------------------------------------------------------- | ---------------------------------------------------------------- |
| 1991                                                             | 1996                                                             | 2001                                                             | 2004                                                             | 2010                                                             |
| 1686                                                             | 1444                                                             | 1180                                                             | 1173                                                             | 1060                                                             |

## Cultura e sociedade

### Festas

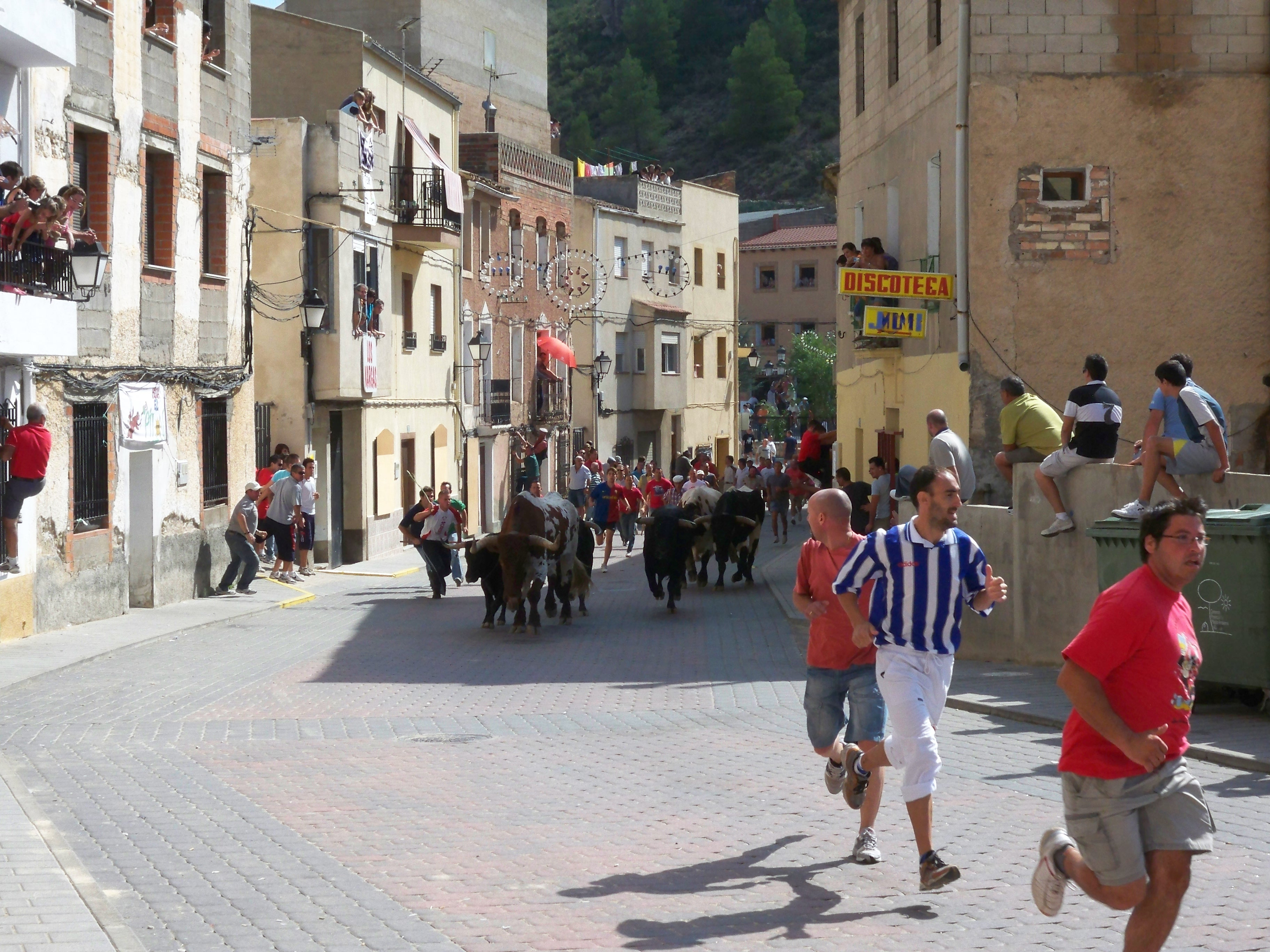
Encierro de Molinicos.

- Festas de Molinicos (30 agosto - 3 septembroUma das actividades mais famosas das Festas de Molinicos é o encierro (corrida de touros), que consiste numa corrida de touros, de 1.300 metros, por três ruas do centro histórico de Pamplona, que culmina na praça de touros da cidade. Os encierros realizam-se os dias entre 1 de agosto e 3 de setembro às 11,30 horas da manhã e normalmente duram dos horas.

## Ligações
- Molinicos.net
- SiempreMolinicos